# 1イニング最多奪三振を記録したメジャーリーグベースボール選手一覧
1イニング最多奪三振を記録したメジャーリーグベースボール選手一覧
野球では投手が3つストライクをとると打者はアウトになる。メジャーリーグの公式規則6.05と6.09では3つ目のストライクを捕手が捕球できず、かつ一塁に走者がいない、もしくは2アウトのとき打者は進塁を試みることができる。これを振り逃げという。記録上は三振であり、守備側はバッターランナーをアウトにするにはフォースプレイか触球をしなければならない。このように投手は1イニング4以上の奪三振を記録することが可能である。このルールの下、2017年までに81人が1イニング4奪三振を記録している。
一番最近の事例としては2017年8月13日のアリゾナ・ダイヤモンドバックスのザック・ゴドリーが記録している。チャック・フィンリー、A.J.バーネット、ザック・グレインキー、クレイグ・キンブレルの4人は複数回記録している。最初に記録されたのは1888年10月4日、ニューヨーク・ジャイアンツのエド・クレーンによるシカゴ・ホワイトストッキングスとの一戦でのことである。
81人のうち61人が右投げ、20人が左投げ。23人（14人の現役選手）は球団移籍経験がない。ボブ・ギブソン、ウォルター・ジョンソン、フィル・ニークロの3人は3000奪三振クラブ入りを果たしている。チャック・フィンリーは唯一の生涯3度、1シーズン2度記録した選手。ピート・リッチャーはメジャーデビュー戦で記録した唯一の選手。オーバル・オーバーオールはワールドシリーズで記録した唯一の選手。
アメリカ野球殿堂入り資格を有した26人のうち4人が選出、2人は1回目の投票で選出された。殿堂入り資格があるのは最低10シーズンプレー、引退後5年経過か死亡後6か月経過である。この要件を満たしているのは26人の現役選手、過去5年間プレーした4人、プレー期間10シーズン未満の14人である。
今まで1イニング5奪三振以上は記録されたことはない。

## 一覧
| 投手 (X)      | 投手の氏名と記録回数                                 |
| 日付          | 試合が行われた日付                                   |
| チーム        | 所属球団                                             |
| 対戦チーム    | 振り逃げをした選手と三振に打ち取られた選手の所属球団 |
| 回            | 記録したイニング                                     |
| 打者 (X)      | 振り逃げをした選手と三振に打ち取られた選手           |
| Box           | 試合のボックススコア                                 |
| º             | 四者連続三振                                         |
| §             | 振り逃げをした選手                                   |
| dagger        | アメリカ野球殿堂選出                                 |
| double-dagger | 現役選手                                             |

| 投手                        | 日付           | 所属チーム                                 | 対戦チーム                       | 回 | 打者                                                                                                   | Box    |
| --------------------------- | -------------- | ------------------------------------------ | -------------------------------- | -- | --- | ------ |
| エド・クレーンº             | 1888年10月4日  | ニューヨーク・ジャイアンツ                 | シカゴ・ホワイトストッキングス   | 5  | フレッド・フェファー, ネッド・ウィリアムソン トム・バーンズ§, ジョン・K・テナー                        | -      |
| フックス・ウィルツº         | 1906年5月15日  | ニューヨーク・ジャイアンツ                 | シンシナティ・レッズ             | 5  | ジム・デラハンティ§, トミー・コーコラン アドミラル・シュライ, チック・フレイザー                       | -      |
| オーバル・オーバーオール    | 1908年10月14日 | シカゴ・カブス                             | デトロイト・タイガース           | 1  | チャーリー・オリアリー, タイ・カッブ クロード・ロスマン§, ジャーマニー・シェーファー                   | [ 15 ] |
| ウォルター・ジョンソン      | 1911年4月15日  | ワシントン・セネタース                     | ボストン・レッドソックス         | 5  | レイ・コリンズ, ラリー・ガードナー§ ハリー・フーパー, ダフィー・ルイス                                 | -      |
| ガイ・モートン              | 1916年6月11日  | クリーブランド・インディアンス             | フィラデルフィア・アスレチックス | 6  | ホワイティ・ウィット§, チャーリー・ピック ナップ・ラジョイ, スタフィー・マギニス                       | [ 19 ] |
| ジム・デイビスº             | 1956年5月27日  | シカゴ・カブス                             | セントルイス・カージナルス       | 6  | ハル・スミス, ジャッキー・ブランチ リンディ・マクダニエル§, ドン・ブラッシンゲーム                     | [ 20 ] |
| ジョー・ナックスホール      | 1959年8月11日  | シンシナティ・レッズ                       | ミルウォーキー・ブレーブス       | 6  | エディ・マシューズ, ジョー・アドコック デル・クランダール§, ジョニー・ローガン                         | [ 21 ] |
| ライン・デュレン            | 1961年5月18日  | ロサンゼルス・エンゼルス                   | シカゴ・ホワイトソックス         | 7  | ミニー・ミノーソ, ロイ・シーバス§ J・C・マーティン, サミー・エスポジート                               | [ 22 ] |
| ピート・リッチャーº         | 1962年4月12日  | ロサンゼルス・ドジャース                   | シンシナティ・レッズ             | 3  | フランク・ロビンソン, ゴディ・コールマン§ ウォリー・ポスト, ジョニー・エドワーズ                       | [ 23 ] |
| リー・スタンジ              | 1964年9月2日   | クリーブランド・インディアンス             | ワシントン・セネタース           | 7  | ドン・ロック§, ウィリー・カークランド ドン・ジマー, ジョン・ケネディ                                   | [ 24 ] |
| ドン・ドライスデールº       | 1965年4月17日  | ロサンゼルス・ドジャース                   | フィラデルフィア・フィリーズ     | 2  | ウェス・コヴィントン§, トニー・ゴンザレス ディック・スチュアート, クレイ・ダルリンプル                 | [ 25 ] |
| ボブ・ギブソン              | 1966年6月7日   | セントルイス・カージナルス                 | ピッツバーグ・パイレーツ         | 4  | ジェリー・リンチ, ジム・パグリアロニ ビル・マゼロスキー§, ドン・カードウェル                           | [ 26 ] |
| マイク・クェイヤーº         | 1970年5月29日  | ボルチモア・オリオールズ                   | カリフォルニア・エンゼルス       | 4  | アレックス・ジョンソン§, ケン・マクマレン トミー・レイノルズ, ジム・スペンサー                         | [ 27 ] |
| ビル・ボナムº               | 1974年7月31日  | シカゴ・カブス                             | モントリオール・エクスポズ       | 2  | マイク・トーレス§, ロン・ハント ティム・フォーリ, ウィリー・デービス                                   | [ 28 ] |
| フィル・ニークロ            | 1977年7月29日  | アトランタ・ブレーブス                     | ピッツバーグ・パイレーツ         | 6  | デーブ・パーカー, ビル・ロビンソン レニー・ステネット§, オマー・モレノ                                 | [ 29 ] |
| マイク・パクストンº         | 1978年7月21日  | クリーブランド・インディアンス             | シアトル・マリナーズ             | 5  | マン・マイヤー§, ブルース・ボクティ トム・パチョレック, ビル・スタイン                                 | [ 30 ] |
| マリオ・ソトº               | 1984年5月17日  | シンシナティ・レッズ                       | シカゴ・カブス                   | 3  | トム・ベリーザー, ディック・ラスベン ボブ・ダーニアー§, ライン・サンドバーグ                           | [ 31 ] |
| マイク・スコット            | 1986年9月3日   | ヒューストン・アストロズ                   | シカゴ・カブス                   | 5  | クリス・スパイアー§, チコ・ウォーカー デーブ・マルティネス, ライン・サンドバーグ (2)                   | [ 32 ] |
| ボビー・ウィットº           | 1987年8月2日   | テキサス・レンジャーズ                     | ボルチモア・オリオールズ         | 2  | レイ・ナイト, テリー・ケネディ§ マイク・ヤング, ケン・ゲルハート                                       | [ 33 ] |
| チャーリー・ハフ            | 1988年7月4日   | テキサス・レンジャーズ                     | ニューヨーク・ヤンキース         | 1  | クローデル・ワシントン§, ジャック・クラーク デーブ・ウィンフィールド, マイク・パグリアルーロ           | [ 34 ] |
| ポール・アッセンマッカー    | 1989年8月22日  | アトランタ・ブレーブス                     | セントルイス・カージナルス       | 5  | テリー・ペンドルトン, ミルト・トンプソン トニー・ペーニャ§, テッド・パワー                             | [ 35 ] |
| ティム・バートサス          | 1990年6月4日   | シンシナティ・レッズ                       | サンフランシスコ・ジャイアンツ   | 7  | グレッグ・リットン, ウィル・クラーク マット・ウィリアムズ§, ゲイリー・カーター                         | [ 36 ] |
| マット・ヤング              | 1990年9月9日   | シアトル・マリナーズ                       | ボストン・レッドソックス         | 1  | ジョディ・リード, カルロス・キンタナ ウェイド・ボッグス§, マイク・グリーンウェル                       | [ 37 ] |
| ポール・シューイ            | 1994年5月14日  | クリーブランド・インディアンス             | デトロイト・タイガース           | 9  | チャド・クレーター, クリス・ゴメス トラビス・フライマン§, セシル・フィルダー                           | [ 38 ] |
| マーク・ウォーラーズº       | 1995年6月7日   | アトランタ・ブレーブス                     | シカゴ・カブス                   | 9  | ケヴィン・ロバーソン, リック・ウィリキンス ショーン・ダンストン§, サミー・ソーサ                       | [ 39 ] |
| ブルース・ラフィン          | 1996年7月25日  | コロラド・ロッキーズ                       | シカゴ・カブス                   | 9  | サミー・ソーサ (2), スコット・サーバイス§ レオ・ゴメス, ブライアン・マクレー                           | [ 40 ] |
| ケビン・エイピアーº         | 1996年9月3日   | カンザスシティ・ロイヤルズ                 | トロント・ブルージェイズ         | 4  | エド・スプレーグ・ジュニア, カルロス・デルガド§ チャーリー・オブライエン, アレックス・ゴンザレス       | [ 41 ] |
| デレク・ウォレス            | 1996年9月13日  | ニューヨーク・メッツ                       | アトランタ・ブレーブス           | 9  | テリー・ペンドルトン§ (2), チッパー・ジョーンズ ライアン・クレスコ, マイク・モーデカイ                 | [ 42 ] |
| ウィルソン・アルバレスº     | 1997年7月21日  | シカゴ・ホワイトソックス                   | デトロイト・タイガース           | 7  | トニー・クラーク, フィル・ネビン§ メルビン・ニエベス, オーランド・ミラー                               | [ 43 ] |
| ブレイク・スタイン          | 1998年7月27日  | オークランド・アスレチックス               | タンパベイ・デビルレイズ         | 4  | ババ・トランメル, リッチ・バトラー マイク・ディフェリス§, ケヴィン・ストッカー                         | [ 44 ] |
| カート・オハラº             | 1998年9月16日  | マイアミ・マーリンズ                       | ワシントン・ナショナルズ         | 4  | フェルナンド・セギノール, ブラディミール・ゲレーロ§ シェーン・アンドリュース, ブラッド・フルマー       | [ 45 ] |
| アーチー・コービン          | 1999年4月28日  | フロリダ・マーリンズ                       | シカゴ・カブス                   | 7  | ベニート・サンティアゴ, タイラー・ヒューストン§ スティーブ・トラクセル, ミッキー・モランディーニ       | [ 46 ] |
| チャック・フィンリー        | 1999年5月12日  | アナハイム・エンゼルス                     | ニューヨーク・ヤンキース         | 3  | スコット・ブロシアス, チャック・ノブロック デレク・ジーター§, ポール・オニール                         | [ 47 ] |
| ジェリー・スプラドリン      | 1999年7月22日  | サンフランシスコ・ジャイアンツ             | サンディエゴ・パドレス           | 7  | ジョージ・アリアス, ダミアン・ジャクソン カルロス・バイエガ§, キルビーオ・ベラス                       | [ 48 ] |
| ティム・ウェイクフィールド  | 1999年8月10日  | ボストン・レッドソックス                   | カンザスシティ・ロイヤルズ       | 9  | チャド・クレーター(2), スコット・ポーズ ジョニー・デイモン§, カルロス・ベルトラン                      | [ 49 ] |
| チャック・フィンリーº (2)   | 1999年8月15日  | アナハイム・エンゼルス                     | デトロイト・タイガース           | 1  | デイビー・クルーズ, フアン・エンカーナシオン ディーン・パーマー§, トニー・クラーク                     | [ 50 ] |
| スティーブ・クラインº       | 1999年8月17日  | モントリオール・エクスポズ                 | サンフランシスコ・ジャイアンツ   | 7  | ブレント・メイン, ショーン・エステス§ マーヴィン・ベナード, ラモン・マルティネス                       | [ 51 ] |
| チャック・フィンリー (3)    | 2000年4月16日  | クリーブランド・インディアンス             | テキサス・レンジャーズ           | 3  | トム・エバンス, ロイス・クレイトン チャド・カーティス§, ラファエル・パルメイロ                         | [ 52 ] |
| エリック・ヒルジャス        | 2001年6月30日  | オークランド・アスレチックス               | テキサス・レンジャーズ           | 7  | ボー・ポーター, マイケル・ヤング§ ビル・ヘイセルマン, スコット・シェルドン                             | [ 53 ] |
| フランク・ロドリゲス        | 2001年7月22日  | シンシナティ・レッズ                       | フロリダ・マーリンズ             | 7  | チャールズ・ジョンソン, デイブ・バーグ ライアン・トンプソン§, マイク・ローウェル                       | [ 54 ] |
| A.J.バーネット              | 2002年7月5日   | フロリダ・マーリンズ                       | ニューヨーク・メッツ             | 1  | マイク・ピアッツァ, モー・ボーン ティモ・ペレス§, ロジャー・セデーニョ                                 | [ 55 ] |
| ケリー・ウッドº             | 2002年9月2日   | シカゴ・カブス                             | ミルウォーキー・ブルワーズ       | 4  | ビル・ホール, ライアン・トンプソン (2) ポール・バコ§, アンドリュー・ロレーヌ                           | [ 56 ] |
| 佐々木主浩º                 | 2003年4月4日   | シアトル・マリナーズ                       | テキサス・レンジャーズ           | 9  | トッド・グリーン, カール・エバレット§ マイケル・ヤング (2), マイク・ラム                               | [ 57 ] |
| ダレン・ドライフォート      | 2003年5月22日  | ロサンゼルス・ドジャース                   | コロラド・ロッキーズ             | 2  | ボビー・エスタレーヤ, ブレント・バトラー アーロン・クック§, グレッグ・ノートン                         | [ 58 ] |
| オクタビオ・ドーテルº       | 2003年6月11日  | ヒューストン・アストロズ                   | ニューヨーク・ヤンキース         | 8  | フアン・リベラ, アルフォンソ・ソリアーノ§ デレク・ジーター (2), ジェイソン・ジアンビ                   | [ 59 ] |
| ブラッド・リッジ            | 2004年6月13日  | ヒューストン・アストロズ                   | ミルウォーキー・ブルワーズ       | 7  | ジェフ・ジェンキンス§, キース・ジンター ベン・グリーブ, チャド・モラー                                 | [ 60 ] |
| マイク・スタントン          | 2004年8月3日   | ニューヨーク・ヤンキース                   | ミルウォーキー・ブルワーズ       | 8  | ゲイリー・ベネット, スコット・ポドセドニック§ トレント・ダーリントン, ウェス・ヘルムズ                 | [ 61 ] |
| ジョン・ラウシュ            | 2006年4月26日  | ワシントン・ナショナルズ                   | シンシナティ・レッズ             | 8  | デビッド・ロス, ブロンソン・アローヨ フェリペ・ロペス§, アダム・ダン                                   | [ 62 ] |
| ブラッド・ペニー            | 2006年9月23日  | ロサンゼルス・ドジャース                   | アリゾナ・ダイヤモンドバックス   | 2  | チャド・トレーシー§, スティーブン・ドリュー ミゲル・バティスタ, エリック・バーンズ                     | [ 63 ] |
| スコット・ベイカーº         | 2008年6月15日  | ミネソタ・ツインズ                         | ミルウォーキー・ブルワーズ       | 3  | ライアン・ブラウン, プリンス・フィルダー§ ラッセル・ブラニアン, マイク・キャメロン                     | [ 64 ] |
| スコット・シールズ          | 2008年6月21日  | ロサンゼルス・エンゼルス・オブ・アナハイム | フィラデルフィア・フィリーズ     | 8  | グレッグ・ダブス, ジミー・ロリンズ シェーン・ビクトリーノ§, ライアン・ハワード                         | [ 65 ] |
| ライアン・デンプスター      | 2009年10月4日  | シカゴ・カブス                             | アリゾナ・ダイヤモンドバックス   | 5  | スティーブン・ドリュー (2), ジェラルド・パーラ§ ジャスティン・アップトン, マーク・レイノルズ           | [ 66 ] |
| ルーク・グレガーソン        | 2009年10月4日  | サンディエゴ・パドレス                     | サンディエゴ・パドレス           | 7  | ランディ・ウィン, エウヘニオ・ベレス§ アンドレス・トーレス, フアン・ウリーベ                           | [ 67 ] |
| フェリックス・ヘルナンデスº | 2010年6月3日   | シアトル・マリナーズ                       | ミネソタ・ツインズ               | 8  | デナード・スパン, マット・トルバート ジョー・マウアー§, ジャスティン・モルノー                         | [ 68 ] |
| マニー・パーラ              | 2010年6月6日   | ミルウォーキー・ブルワーズ                 | セントルイス・カージナルス       | 4  | アルバート・プホルス, ライアン・ラドウィック ヤディアー・モリーナ§, コルビー・ラスムス                 | [ 69 ] |
| A.J.バーネットº(2)          | 2011年6月24日  | ニューヨーク・ヤンキース                   | コロラド・ロッキーズ             | 6  | クリス・アイアネッタ, カルロス・ゴンザレス クリス・ネルソン§, トッド・ヘルトン                         | [ 70 ] |
| ジャスティン・マスターソンº | 2011年8月4日   | クリーブランド・インディアンス             | ボストン・レッドソックス         | 2  | ジョシュ・レディック§, ジェイソン・バリテック マルコ・スクータロ, ジャコビー・エルズベリー             | [ 71 ] |
| ジェレミー・ヘリクソンº     | 2011年8月25日  | タンパベイ・レイズ                         | デトロイト・タイガース           | 3  | オースティン・ジャクソン§, ラモン・サンティアゴ デルモン・ヤング, ビクター・マルティネス               | [ 72 ] |
| ヨバニ・ガヤルドº           | 2011年9月17日  | ミルウォーキー・ブルワーズ                 | シンシナティ・レッズ             | 5  | デビン・メソラコ, エディンソン・ボルケス ブランドン・フィリップス§, エドガー・レンテリア               | [ 73 ] |
| バド・ノリス                | 2012年4月24日  | ヒューストン・アストロズ                   | ミルウォーキー・ブルワーズ       | 3  | トラビス・イシカワ§, ランディ・ウルフ リッキー・ウィークス, ライアン・ブラウン (2)                     | [ 74 ] |
| ライアン・クックº           | 2012年4月27日  | オークランド・アスレチックス               | ボルチモア・オリオールズ         | 8  | J.J.ハーディ, ニック・マーケイキス アダム・ジョーンズ§, マット・ウィータース                           | [ 75 ] |
| フランシスコ・リリアーノº   | 2012年6月5日   | ミネソタ・ツインズ                         | カンザスシティ・ロイヤルズ       | 4  | マイク・ムスタカス, ジェフ・フランコーア§ エリック・ホズマー, ブライアン・ペーニャ                     | [ 76 ] |
| スティーブ・デラバーº       | 2012年8月13日  | トロント・ブルージェイズ                   | シカゴ・ホワイトソックス         | 10 | ダヤン・ビシエド, タイラー・フラワーズ§ ゴードン・ベッカム, アレハンドロ・デアザ                       | [ 77 ] |
| ジェイソン・バーケンº       | 2012年9月20日  | シカゴ・カブス                             | シンシナティ・レッズ             | 2  | デニス・フィリップス, ライアン・ハニガン§ ディディ・グレゴリウス, ジョニー・クエト                     | [ 78 ] |
| フィル・ヒューズº           | 2012年9月20日  | ニューヨーク・ヤンキース                   | トロント・ブルージェイズ         | 4  | J.P.アレンシビア, アデイニー・エチェバリア§ アンソニー・ゴース, ブレット・ロウリー                     | [ 79 ] |
| ザック・グレインキー        | 2012年9月25日  | ロサンゼルス・エンゼルス・オブ・アナハイム | シアトル・マリナーズ             | 4  | ジョン・ジェイソ, エリック・テイムズ トレイボン・ロビンソン§, ブレンダン・ライアン                     | [ 80 ] |
| クレイグ・キンブレルº       | 2012年9月26日  | アトランタ・ブレーブス                     | マイアミ・マーリンズ             | 9  | グレッグ・ダブス (2), ドノバン・ソラーノ§ ジョン・バック, ギル・ベラスケス                             | [ 81 ] |
| トニー・シングラーニ        | 2013年4月28日  | シンシナティ・レッズ                       | ワシントン・ナショナルズ         | 4  | デナード・スパン§ (2), ブライス・ハーパー イアン・デズモンド, アダム・ラローシュ                       | [ 82 ] |
| アレックス・カッブº         | 2013年5月10日  | タンパベイ・レイズ                         | サンディエゴ・パドレス           | 3  | ウィル・ベナブル§, チェイス・ヘッドリー カルロス・クエンティン, ヨンダー・アロンソ                     | [ 83 ] |
| アニバル・サンチェス        | 2013年10月12日 | デトロイト・タイガース                     | ボストン・レッドソックス         | 1  | ジャコビー・エルズベリー (2), シェーン・ビクトリーノ§ (2) デビッド・オルティーズ, マイク・ナポリ       | [ 84 ] |
| ザック・グレインキーº (2)   | 2014年7月25日  | ロサンゼルス・ドジャース                   | サンフランシスコ・ジャイアンツ   | 3  | ヘクター・サンチェス, ティム・リンスカム ハンター・ペンス§, グレゴール・ブランコ                       | [ 85 ] |
| ジャスティン・グリム        | 2014年8月29日  | シカゴ・カブス                             | セントルイス・カージナルス       | 9  | オスカー・タベラス, ダニエル・デスカルソ§ マット・カーペンター, コルテン・ウォン                       | [ 86 ] |
| オリバー・ペレスº           | 2014年9月20日  | アリゾナ・ダイヤモンドバックス             | コロラド・ロッキーズ             | 7  | ジャスティン・モルノー§, コーリー・ディッカーソン マイケル・マッケンリー, マット・マクブライド         | [ 87 ] |
| ケンリー・ジャンセンº       | 2015年5月15日  | ロサンゼルス・ドジャース                   | コロラド・ロッキーズ             | 8  | カルロス・ゴンザレス§ (2) ニック・ハンドリー, ドリュー・スタッブス, DJ・ルメイユ                       | [ 88 ] |
| セルジオ・サントス          | 2015年5月16日  | ロサンゼルス・ドジャース                   | コロラド・ロッキーズ             | 8  | DJ・ルメイユ§ (2), ドリュー・スタッブス (2) ウィリン・ロサリオ, マイケル・マッケンリー (2)             | [ 89 ] |
| ウィル・スミスº             | 2015年10月4日  | ミルウォーキー・ブルワーズ                 | シカゴ・カブス                   | 9  | ミゲル・モンテロ, アディソン・ラッセル§ ハビアー・バエズ, オースティン・ジャクソン (2)                 | [ 90 ] |
| タイラー・ダフィー          | 2016年5月8日   | ミネソタ・ツインズ                         | シカゴ・ホワイトソックス         | 7  | ブレット・ロウリー (2), アビサイル・ガルシア ディオナー・ナバーロ§, オースティン・ジャクソン (3)       | [ 91 ] |
| フリオ・テヘラン            | 2016年5月24日  | アトランタ・ブレーブス                     | ミルウォーキー・ブルワーズ       | 2  | ジョナサン・ルクロイ, クリス・カーター カーク・ニューエンハイス§, ラモン・フローレス                   | [ 92 ] |
| ケン・ジャイルズ            | 2016年8月7日   | ヒューストン・アストロズ                   | テキサス・レンジャーズ           | 9  | ノマー・マザラ§, 秋信守 イアン・デズモンド (2), ジュリクソン・プロファー                               | [ 93 ] |
| ジェイク・トンプソン        | 2016年8月12日  | フィラデルフィア・フィリーズ               | コロラド・ロッキーズ             | 2  | デビッド・ダール§, ベン・ポールセン ダニエル・デスカルソ (2), ジョン・グレイ                           | [ 94 ] |
| ジェームズ・パクストン      | 2016年9月6日   | シアトル・マリナーズ                       | テキサス・レンジャーズ           | 1  | デライノ・デシールズ・ジュニア, イアン・デズモンド§ (3) ジョナサン・ルクロイ (2), エルビス・アンドラス | [ 95 ] |
| ジョン・グレイº             | 2016年9月17日  | コロラド・ロッキーズ                       | サンディエゴ・パドレス           | 2  | ライアン・シンフ, ジョン・ジェイ§ オズワルド・アルシア, デレク・ノリス                                 | [ 96 ] |
| ネイサン・カーンズ          | 2017年5月3日   | カンザスシティ・ロイヤルズ                 | シカゴ・ホワイトソックス         | 6  | マット・デビッドソン, ティム・アンダーソン ヨルマー・サンチェス§, ホセ・アブレイユ                     | [ 97 ] |
| クレイグ・キンブレル (2)    | 2017年5月25日  | ボストン・レッドソックス                   | テキサス・レンジャーズ           | 9  | ノマー・マザラ§ (2), ジョナサン・ルクロイ (3) ルーグネッド・オドーア, マイク・ナポリ (2)               | [ 98 ] |
| マイク・ボルシンガーº       | 2017年7月18日  | トロント・ブルージェイズ                   | ボストン・レッドソックス         | 13 | ミッチ・モアランド, ジャッキー・ブラッドリー・ジュニア§ クリスチャン・バスケス, デベン・マレーロ       | [ 99 ] |
| ザック・ゴドリー            | 2017年8月13日  | アリゾナ・ダイヤモンドバックス             | シカゴ・カブス                   | 1  | ジョン・ジェイ, トミー・ラステラ ビクター・カラティーニ§, カイル・シュワーバー                         |        |